# Oldřich Peč
Oldřich Peč (12. září 1922 Střelítov – 7. května 1965 Olomouc) byl český sochař.

## Život
Pocházel z herecké rodiny, ale měl výtvarné nadání, kterému se nicméně mohl věnovat až po druhé světové válce, kdy se vrátil z nuceného nasazení v Německu. Vystudoval na pražské Akademii u prof. Otakara Španiela a poté se vrátil do Olomouce a později se usadil v Prostějově.
Vynikal v portrétní tvorbě, medailérství, reliéfech, ale s úspěchem realizoval i monumentální díla. Pracoval s nejrůznějšími druhy materiálů (sádra, beton a zejména svařovaná ocel).
Zemřel po těžké nemoci v roce 1965 ve věku nedožitých 43 let.

## Vybraná díla
- pomník osvobození v Konici
- socha Haná v Přerově
- socha Žena v Přerově[4]
- cyklus portrétů Jiřího Wolkera[5]